# Aleksej IV. Angel
Aleksej IV. Angel (grško: Αλέξιος Δ' Άγγελος), bizantinski cesar od avgusta 1203 do januarja 1204, * 1182, † 8. februar 1204.
Aleksej je bil sin Izaka II. Angela in njegove prve žene Irene (Herine) Njegov stric po očetovi strani je bil cesar Aleksej III. Angel. V času njegovega vladanja se je število prebivalcev Bizanca zmanjšalo na 150.000.

## Princ v izgnanstvu
Leta 1195 je Aleksej III. vrgel s prestola Izaka II. in mladega Alekseja so zaprli. Leta 1201 so najeli dva trgovca iz Pise, da sta ga pretihotapila iz Bizanca v Sveto Rimsko cesarstvo, kjer je dobil zatočišče pri svojemu svaku, nemškemu kralju Filipu Švabskemu.
Med bivanjem na Zahodu se je srečal z markizom Bonifacijem Montferratskim, ki je bil izbran za vodjo četrtega križarskega pohoda. Križarji so takrat že oblegali Zadar, Bonifacij pa je med obleganjem zapustil svojo vojsko in obiskal Filipa. Aleksej je na srečanju Bonifaciju ponudil možnost, da križarji skrenejo z načrtovane poti v Egipt in zavijejo v Bizanc in na očetov prestol posadijo njega. V zameno bi jim Aleksej dal 10.000 vojakov, vzdrževal 500 vitezov v Sveti deželi, preskrbel ladje za transport križarske vojske iz Bizanca v Egipt in plačal dolg, ki so ga imeli križarji do Beneške republike in je znašal 200.000 srebrnih mark. Poleg tega je obljubil, da bo Grško pravoslavno cerkev podredil papeževi avtoriteti. Z načrtom so se strinjali tudi Benečani.
Bonifacij se je nato vrnil k svojemu ladjevju, ki je takrat že plulo proti Krfu. Ladjevje je leta 1203 priplulo v Bizanc. Aleksej se je začel razkazovati pred mestnim obzidjem, kar pa na prebivalce ni naredilo večjega vtisa. Cesar Aleksej III. je bil zanje popolnoma sprejemljiv cesar, čaprav je bil v očeh zahodnjakov uzurpator. 

## Cesar
18. julija 1203 so križarji napadli mesto. Cesar Aleksej III. je takoj po napadu pobegnil v Trakijo, prebivalci pa so Izaka II. izpustili iz ječe in ga proglasili za cesarja, čeprav je bil slep in zato nesposoben za vladanje. Križarji te odločitve niso sprejeli, zato so ga prisilili, da je 1. avgusta 1203 za so-cesarja razglasil svojega sina Alekseja IV. 
Izak je bi izkušen in praktičen vladar, zato se je zavedal, da se Aleksejevih obljub križarjem ne bo dalo izplačati iz državne blagajne. Aleksej očitno ni doumel, kako globoko so padle državne finance v zadnjih petdesetih letih. S prisvajanjem cerkvenega bogastva in razlaščanjem sovražnikov mu je uspelo zbrati približno polovico obljubljene vsote. Za tem je poskusil poraziti svojega strica Alekseja III., ki je še vedno vladal v Trakiji. Oplenil je nekaj tračanskih mest, s čimer si ni kaj prida opomogel, medtem pa so napetosti med križarji in prebivalci Bizanca vedno bolj naraščale.
Do prvega izbruha nasilja je prišlo decembra 1203. Mestna drhal je oropala in brez milosti ubila vsakega tujca, na katerega je naletela. Križarji so od Alekseja zahtevali, da izpolni svoje obljube, Aleksej pa je njihove zahteve zavrnil z besedami: »Jaz sem svoje opravil!« Z naraščanjem napetosti je rasla tudi Aleksejeva nepriljubljenost med grškimi prebivalci in pri njegovem očetu. Izak, slep in nemočen, ni bil več pripravljen deliti oblasti s svojim sinom in je začel širiti govorice o Aleksejevi spolni perverznosti. Kronist Niketas Honiates je zavrnil Izakove govorice, češ da so »otročje« in kritiziral Izakovo druženje s križarji in njegovo razsipniško življenje. 
Na začetku januarja 1204 je Aleksej IV. sprožil vstajo proti križarjem. Da bi uničil njihovo ladjevje, je zažgal sedemnajst ladij in jih poslal proti beneškemu ladjevju, toda poskus upora je propadel. 

## Odstavitev in smrt
Konec januarja 1204 so se prebivalci Bizanca uprli in poskusili v baziliki Svete Sofije razglasiti rivalskega cesarja. Aleksej IV. je poskusil s križarji doseči spravo in pogajanja z njimi zaupal protizahodno usmerjenemu dvorjanu Alekseju Dukasu Murzuflu. Namesto da bi se pogajal, je Aleksej Dukas v noči med 27. in 28. januarjem Alekseja IV. in njegovega očeta aretiral. Izak II. je kmalu za tem zaradi starosti (ali zaradi zastrupitve) umrl, Alekseja IV. pa so 8. januarja 1204 zadavili. Za novega cesarja so razglasili Alekseja V. Dukasa Murzufla.
Med kratkim vladanjem Alekseja IV. je Trebizondsko cesarstvo osvojilo vsa bizantinska ozemlja ob Črnem morju.